# Херпетофобия
Херпетофобия е обща специфична фобия, която се състои в страх или отвращение от влечуги, най-вече гущери и змии и подобни гръбначни като земноводни. Тя е една от най-разпространените животински фобии, много подобна и свързана с офидиофобията, специфично за змии. Това състояние предизвика от леки до тежки емоционални реакции, например тревожност, паническа атака и най-общо гадене.